# Лежньова Ольга Миколаївна
Ольга Миколаївна Лежньова  (справжнє прізвище Левіт; рос. Ольга Николаевна Лежнева; нар. 6 травня 1983, Харків) — українська актриса і телеведуча.

## Біографія
Ольга Лежньова (Ольга Левіт) народилась 6 травня 1983 у Харкові.
У 2006 р. закінчила акторський факультет Харківського Національного Університету Мистецтв ім. І. П. Котляревського.
2000–2001  ведуча телемагазину «Салон TV» на телеканалі «Тоніс-Центр».
Зніматися в кіно почала ще в студентські роки. Перша роль в кіно — «УВС. У владі» (2004). У 2006 переїжджає до Києва. Популярність Ользі Лежньовій принесла головна роль Беатріс в українському комедійному серіалі телекомпанії 1+1 «Домашній Арешт» і роль Людочки в блискучїй комедії «Про що говорять чоловіки».
Згодом Ольга з'явилася в ролях другого плану в українсько-російських фільмах "Антиснайпер" (2007) та "Правила викрадення" (2008). Знялася у фільмі "Чорт забирай!" (2008). З'явилася в епізодичній ролі у фільмі "Таксі-2" та зіграла роль сексуальної провідниці в українській комедії "1+1 вдома" (2013). 

## Освіта
- 2000—2006 — Харківського Національного Університету Мистецтв ім. І. П. Котляревського /актор театру драми та кіно
- 2007—2011 — Київський міжнародний університет /Інститут лінгвістики та психології/психологія

## Ролі в театрі
- 2006 — «Дім Бернарди Альби» Федеріко Гарсія Лорки — Адела
- 2006 — «Оркестр» Жана Ануя — Леона
- 2006 — «Команда» Семена Злотникова[ru] — Надія Голлівуд

## Телебачення
- 2000—2001 рр. — ведуча ТВ-магазина «Салон-TV»[4].
- 2005—2006 рр. — ведуча актриса скетч-шоу «Наш Офіс»[5].
- 2005—2006 рр. — ведуча актриса скетч-шоу «Жарти в Яблучко».

## Фільмографія
2004 — УВС. У владі — злодійка

2006 — Міліцейська академія — Женя

2006 — Вона сказала «Так» — секретарка

2007 — Антіснайпер — Іріша

2007 — Леся + Рома — подруга Лесі

2007 — Дні надії — дівчина у барі

2007 — Колишня — Маша

2007 — Здрастуйте вам — Віра

2008 — Хороші хлопці — танцівниця

2008 — Сила тяжіння — сусідка

2008 — Рідні люди — адміністратор у фітнесс центрі

2008 — Почати з початку, Марта — Вікторія

2008 — Чьорти з два — Танька

2008 — Про любов — секретарка Маша

2008 — Правила угону — Ольга

2010 — Тільки кохання — Неллі

2010 — Демоны/Не ангелы — Лариса

2010 — Про що говорять чоловіки — Людочка

2010 — Не скажу — гостя на вечірці

2010 — Домашній арешт — Беатріс

2011 — Білі троянди надії — Олена

2011 — Весна у грудні — коханка Зюзина

2012 — Женочій доктор — Наталя Овчаренко

2012 — Лист очікування — Цвєткова

2012 — Таксі—2. — Саша-Віка

2013 — Брат за брата—2 — секретарка Маша

2014 — Брат за брата—3 — Вероніка

2014 — 1+1 вдома — провідниця

2014 — Мухтар — Джульєтта

2014 — Коханці — дівчина в басейні

2016 — Повернення в Монток — дівчина